# Creisset
Creisset est une ancienne commune française, située dans le département des Alpes-de-Haute-Provence en région Provence-Alpes-Côte d'Azur.
L'ancienne commune est située à 13 km au sud-est de Digne rattachée à Beynes en 1925.

## Géographie
Creisset  est située sur la rive gauche de l'Asse, dans le massif du Montdenier.
La forêt est plantée d'aulnes, sorbiers, merisiers, tilleuls.
Les glissements de terrain et éboulements y sont fréquents. L'un des plus importants est celui de 1907.
Outre le village, deux hameaux étaient habités au début du XXe siècle : les Haut- et Bas-Villard.
La commune avait une superficie de 10,19 km2

## Histoire
En 1994, des vestiges gallo-romains ont été mis au jour lors de travaux de replantation de feuillus.
Voici ce que Louis J S. de Bresc en dit dans son Armorial des communes de Provence, ou Dictionnaire géographique et héraldique[réf. incomplète] de 1866 : « Ce village nommé en latin Creissetum dépendait du diocèse  de Riez et de la viguerie de Digne Le croissant que l'on voit dans son écusson vient évidemment de son nom d'autant plus qu'à l'époque de l'enregistrement des armes ce village se nommait assez souvent Croisset. »
L'appellation du village aurait une origine pré-latine (racine kr : rocher, hauteur) correspondant à son site perché à plus de 1000 m d'altitude. Le nom a évolué au fil du temps : Greissello, Groissello, Creyssello, Creysset, … Un château (castrum Creycello) est signalé en 1330. La crise des XIVe et XVe siècles (peste noire, guerres liées à la guerre de Cent Ans), provoquent une terrible baisse de la population, sensible jusqu'aux années 1470.
Lors des guerres de Religion, les protestants saccagent l'église qui est rebâtie en 1630. Au XVIIe siècle, le fief est acheté par Reynaud Félix. Il reste dans sa famille jusqu'à la Révolution française.
En 1811, une épidémie fait 11 morts à Creisset. À l'époque, la commune est réputée pour ses lentilles, et une part importante des 200 ha de terres arables (en 1820) lui sont consacrées ; en 1837, les légumes secs (dont aussi haricots secs, pois, fèves et ers) y occupent 40 ha. Au début du XXe siècle, cette culture n'occupe plus que 25 ares, puis 6 en 1918. En 1906, les Eaux et forêts ouvrent un périmètre de Restauration des terrains en montagne : jusqu'en 1918, cette administration achète la moitié de la surface communale,.
Une mairie-école est construite en 1860.
La Première Guerre mondiale tue trois des jeunes hommes de Creisset.
Inhabitée, la commune de Creisset fusionne avec celle de Beynes le 8 septembre 1925,.
Pendant la Seconde Guerre mondiale, Creisset a servi au maquis (résistance) Fort-de-France, actif dans la vallée de l'Asse. Le village et les hameaux (Haut et Bas-Villard) sont peu à peu retombés en ruine. 
Creisset est actuellement un village fantôme.

## Administration
| Période                                  | Période | Identité | Étiquette | Qualité |
| ---------------------------------------- | ------- | -------- | --------- | ------- |
| Les données manquantes sont à compléter. |         |          |           |         |
|                                          |         |          |           |         |

## Économie
L'économie était basée sur une agriculture vivrière et sur l'élevage ovin. La vigne était aussi cultivée pour l'autoconsommation.

## Démographie
L’histoire démographique de Creisset, après la saignée des XIVe et XVe siècles et le long mouvement de croissance jusqu’au début du XIXe siècle, est marquée par une période d’« étale » où la population reste relativement stable à un niveau élevé. Cette période dure toute la première moitié du XIXe siècle, jusqu'en 1861. L’exode rural provoque ensuite un mouvement de baisse de la population très rapide,. Dès 1901, la commune enregistre la perte de plus de la moitié de sa population par rapport au maximum historique de 1851. Le mouvement de baisse continue, et au lendemain de la Première Guerre mondiale, le village est abandonné.
| 1315    | 1471   | 1698    | 1765 | 1793 | 1800 | 1806 | 1821 | 1831 |
| ------- | ------ | ------- | ---- | ---- | ---- | ---- | ---- | ---- |
| 21 feux | 6 feux | 20 feux | 173  | 133  | 178  | 205  | 161  | 146  |

| 1836 | 1841 | 1846 | 1851 | 1856 | 1861 | 1866 | 1872 | 1876 |
| ---- | ---- | ---- | ---- | ---- | ---- | ---- | ---- | ---- |
| 144  | 162  | 156  | 168  | 162  | 161  | 137  | 111  | 112  |

| 1881 | 1886 | 1891 | 1896 | 1901 | 1906 | 1911 | 1921 | - |
| ---- | ---- | ---- | ---- | ---- | ---- | ---- | ---- | - |
| 113  | 114  | 141  | 92   | 72   | 80   | 57   | 21   | - |

Histogramme

(élaboration graphique par Wikipédia)

## Ruines
- Ruines du château de Creisset, dominant la route Napoléon.
- Église Sainte-Madeleine-et-Saint-Etienne